# تیتانیوم دی‌سلنید
تیتانیوم دی‌سلنید (TiSe 2) که به عنوان سلنید تیتانیوم (IV) نیز شناخته می‌شود، یک ترکیب معدنی از تیتانیوم و سلنیوم می‌باشد. در این ماده سلنیوم به عنوان سلنید (Se 2-) در نظر گرفته می‌شود که مستلزم وجود تیتانیوم به صورت Ti+4 است. تیتانیوم دی‌سلنید عضوی از دی‌کالکوژنیدهای فلزی است، ترکیباتی که از یک فلز و عنصری از ستون کالکوژن در جدول تناوبی تشکیل شده‌اند. بسیاری از ویژگی‌های ارزش بالقوه در فن‌آوری باتری‌ها را نشان می‌دهند، مانند میان‌اندازی و هدایت الکتریکی، اگرچه بیشتر کاربردها بر روی دی سولفیدهای کمتر سمی و سبک‌تر تمرکز می‌کنند، به عنوان مثال. TiS 2.

## ساختار
در سیستم تیتانیوم سلنیوم، بسیاری از استوکیومتری‌ها شناسایی شده‌اند. تیتانیوم دی‌سلنید با ساختار نوع CdI 2 متبلور می‌شود، که در آن سوراخ‌های هشت وجهی بین لایه‌های شش ضلعی متناوب بسته‌بندی شده نزدیک لایه‌های Se-2 (که نیمی از تعداد کل سوراخ‌های هشت وجهی است) توسط مراکز Ti+4 اشغال شده‌است. ساختار CdI2 اغلب به عنوان ساختار لایه ای شناخته می‌شود زیرا لایه‌های تکرار شونده اتم‌ها عمود بر لایه بسته‌بندی شده دنباله Se-Ti-Se … Se-Ti-Se … Se-Ti-Se با برهمکنش‌های ضعیف واندروالس را تشکیل می‌دهند. بین اتم‌های سلنیوم در لایه‌های مجاور. ساختار دارای هماهنگی (۶٬۳) است که برای کاتیون هشت وجهی و برای آنیونها هرم مثلثی است. نوع ساختار معمولاً برای بسیاری از هالیدهای فلزات واسطه نیز یافت می‌شود. این ساختار لایه‌ای شناخته‌شده برای میان‌لایش با فلزات قلیایی (M) است، منجر به تشکیل (X ≤ ۱) MxTiSe2 می‌شود، در نتیجه شکاف‌های ضعیف واندروالس بین صفحات لایه‌ای دوبعدی گسترش می‌یابد.

## سنتز
ترکیبی از تیتانیوم و سلنیوم تحت جو آرگون حرارت داده می‌شود تا نمونه اولیه تولید شود. محصول خام معمولاً با انتقال بخار شیمیایی با استفاده از ید به عنوان عامل انتقال خالص می‌شود.
Ti + 2 Se → TiSe 2